# Modèle de Lucas
Le modèle de Lucas est un modèle de croissance économique appartenant à la théorie de la croissance endogène. Créé par Robert E. Lucas en 1988, il fait partie des premières tentatives d'explication endogène de la croissance. Ce modèle appartient à l'école de la nouvelle économie classique.

## Histoire
Le modèle de Lucas est le deuxième des grands modèles de croissance mis au point par la nouvelle école classique. Lucas publie son modèle deux ans après la publication par Paul Romer du modèle de Romer (1988). Si le modèle de Romer fait des externalités liées à la diffusion de la technologie entre les firmes le cœur de son modèle, Lucas fait intervenir le facteur du capital humain.
Le modèle de Lucas prolonge le modèle d'Hirofumi Uzawa de 1965. On parle ainsi parfois de modèle d'Uzawa-Lucas.

## Postulats
Le modèle de Lucas considère que les rendements d'échelle ne sont pas croissants, et ne prend pas en compte des économies externes. Dans le modèle de Lucas, la croissance est endogène du fait de l'existence de deux facteurs de production accumulables que sont le capital physique et le capital humain. La force du modèle de Lucas est qu'il prend en compte les externalités liées à l'instruction : un travailleur instruit est plus productif qu'un travailleur qui ne l'est pas.
Le modèle de Lucas considère que l'agent représentatif dispose d'un choix entre consacrer plus de temps au travail, ou à l'instruction pour développer son capital humain. Le monde décrit par le modèle de Lucas est donc divisé en deux sphères : celle de la production de biens, et celle de la production de capital humain. Le temps dédié au travail est égal à 1 - u, où u est le temps consacré au travail productif.
Le capital humain dont dispose le travailleur détermine directement sa production. Lucas met au point une nouvelle fonction de production qui pondère le travail par le temps consacré au capital humain.

## Enseignements
L'enseignement du modèle de Lucas est que l'instruction, par le canal du capital productif, joue un rôle majeur dans la productivité des travailleurs et dans la croissance de long terme. Pour un pays, disposer de travailleurs bien formés est par conséquent essentiel. Le modèle de Lucas est ensuite augmenté par Sergio Rebelo en 1991 (modèle de Rebelo), où ce dernier inclut dans le modèle que l'État doit au moins partiellement prendre en charge le secteur éducatif du pays.

## Vérifications empiriques
Les études empiriques réalisées sur le rapport entre capital humain et croissance tendent à valider l'intuition de Lucas. Plusieurs études montrent que l'augmentation d'une année d'instruction primaire dans les pays en développement faire augmenter en moyenne le taux de croissance de long terme de ces économies de 0,44 point de PIB. Une étude de 2008 d'Hanushek et Woessmann trouve une corrélation significative entre la croissance et la bonne performance des élèves aux tests PISA.
Philippe Aghion, Gilbert Cette et Philippe Askenazy trouvent en 2007 que dans les pays proches de la frontière technologique, une augmentation de la proportion de diplômés du supérieur d'un point de pourcentage dans la population en âge de travailler provoque l'augmentation du taux de croissance de la productivité globale des facteurs de 0,1 point à moyen terme.